# 呂香県
呂香県（ろこう-けん）は中華人民共和国山西省にかつて存在した県。現在の臨汾市郷寧県南西部に相当する。
南北朝時代、北魏により設置された邢軍県を前身とする。497年（太和21年）に平昌県と改称され、現在の蒲県北西部に移転した。隋代の開皇年間に廃止されたが、唐朝が成立すると627年（貞観元年）に呂香県として郷寧県南西部に再設置された。五代十国時代の956年（顕徳3年）、後周により廃止された。